# Coupe du monde des rallyes tout-terrain 2020
Navigation
2019 2021
La coupe du monde des rallyes tout-terrain 2020 est la 28e édition de la coupe du monde des rallyes tout-terrain, compétition organisée par la Fédération internationale de l'automobile (FIA). Elle compte cinq épreuves à son calendrier.

## Calendrier
En raison de la pandémie de Covid-19, seul un rallye a pu se tenir. La coupe du monde a ainsi été annulée et ne décerne pas de titres. La seule compétition de rallye-raid se déroulant fut la Coupe du monde des bajas tout-terrain 2020.
| Manche | Début          | Fin          | Course                            |
| ------ | -------------- | ------------ | --------------------------------- |
| 1      | 22 février     | 27 février   | Manateq Qatar Cross-Country Rally |
| 2      | 02 juillet     | 11 juillet   | Rallye de la Route de la Soie     |
| 2      | Course annulée |              | Rallye de la Route de la Soie     |
| 3      | 14 septembre   | 20 septembre | Rallye du Kazakhstan (en)         |
| 3      | Course annulée |              | Rallye du Kazakhstan (en)         |
| 4      | 8 octobre      | 13 octobre   | Rallye du Maroc                   |
| 4      | Course annulée |              | Rallye du Maroc                   |
| 5      | 20 novembre    | 26 novembre  | Abu Dhabi Desert Challenge        |
| 5      | Course annulée |              | Abu Dhabi Desert Challenge        |

## Principaux engagés
En cette année, il y a une nouvelle catégorie. Les SSV intègrent la réglementation FIA et prenne le nom de T4, les camions passant ainsi de T4 à T5.
Les courses sont ouvertes à cinq types de véhicules : les véhicules tout-terrain prototypes (T1), les véhicules tout-terrain de série (T2), les véhicules tout-terrain améliorés légers (T3, les SSV (T4),  et les camions tout-terrain (T5), chaque catégorie pouvant concourir pour un titre spécifique.

### Principaux Engagés
| T1           |                        |                  |                   |                 |         |
| Constructeur | Équipe                 | Voiture          | Pilote            | Copilote        | Manches |
| Toyota       | Toyota Gazoo Racing    | Toyota Hilux     | Nasser Al-Attiyah | Mathieu Baumel  | 1       |
| Toyota       | Overdrive SA           | Toyota Hilux     | Yazeed Al-Rajhi   | Michael Orr     | 1       |
| Toyota       | Orlen Team / Overdrive | Toyota Hilux     | Jakub Przygonski  | Timo Gottschalk | 1       |
| Opel         |                        | Opel Grandland X | Balázs Szalay     | László Bunkoczi | 1       |

| T3           |                      |                        |                     |                    |         |
| Constructeur | Équipe               | Voiture                | Pilote              | Copilote           | Manches |
| Overdrive    | Zavidovo Racing Team | OT3                    | Fedor Vorobyev      | Kirill Shubin      | 1       |
| Overdrive    | Overdrive SA         | OT3                    | Kees Koolen         | Serge Bruynkens    | 1       |
| Can-Am       | Snag Racing Team     | Can-Am Maverick X3     | Aleksei Shmotev     | Andrei Rudnitski   | 1       |
| Can-Am       | QMMF Team            | Can-Am Maverick X3     | Ahmed Al-Kuwari     | Manuel Lucchese    | 1       |
| Can-Am       |                      | Can-Am Maverick X3     | Saleh Alsaif        | Ali Hassan Obaid   | 1       |
| Can-Am       | South Racing GMBH    | Can-Am Maverick X3     | Austin Jones        | Gustavo Gugelmin   | 1       |
| Polaris      | QMMF Team            | Polaris RZR 1000 Turbo | Khalid Al-Mohannadi | Sébastien Delaunay | 1       |

## Résultats

### Qatar Cross-Country Rally
| Pos. | Classement général                     | Classement général |              | Classement T2 | Classement T2                          |           | Classement T3 | Classement T3 |              | Classement T4 | Classement T4 |  | Classement T5 | Classement T5 |
| Pos. | Équipage                               | Marque             | Équipage     | Marque        | Équipage                               | Marque    | Équipage      | Marque        | Équipage     | Marque        |               |  |               |               |
| 1    | Nasser Al Attiyah Matthieu Baumel      | Toyota             | Non-attribué | Non-attribué  | Ahmed Al-Kuwari Manuel Lucchese        | Can-Am    | Non-attribué  | Non-attribué  | Non-attribué | Non-attribué  |               |  |               |               |
| 2    | Yazeed Al-Rajhi Michael Orr            | Toyota             | Non-attribué | Non-attribué  | Saleh Alsaif Ali Hassan Obaid          | Can-Am    | Non-attribué  | Non-attribué  | Non-attribué | Non-attribué  |               |  |               |               |
| 3    | Jakub Przygonski Timo Gottschalk       | Toyota             | Non-attribué | Non-attribué  | Khalid Al-Mohannadi Sébastien Delaunay | Polaris   | Non-attribué  | Non-attribué  | Non-attribué | Non-attribué  |               |  |               |               |
| 4    | Ahmed Al-Kuwari Manuel Lucchese        | Can-Am             | Non-attribué | Non-attribué  | Kees Koolen Serge Bruynkens            | Overdrive | Non-attribué  | Non-attribué  | Non-attribué | Non-attribué  |               |  |               |               |
| 5    | Saleh Alsaif Ali Hassan Obaid          | Can-Am             | Non-attribué | Non-attribué  | Aleksei Shmotev Andrei Rudnitski       | Can-Am    | Non-attribué  | Non-attribué  | Non-attribué | Non-attribué  |               |  |               |               |
| 6    | Khalid Al-Mohannadi Sébastien Delaunay | Polaris            | Non-attribué | Non-attribué  | Mohammed Al Harqan Vili Oslaj          | Can-Am    | Non-attribué  | Non-attribué  | Non-attribué | Non-attribué  |               |  |               |               |
| 7    | Kees Koolen Serge Bruynkens            | Overdrive          | Non-attribué | Non-attribué  | Rashed Al-Mohannadi Pedro Santos       | Can-Am    | Non-attribué  | Non-attribué  | Non-attribué | Non-attribué  |               |  |               |               |
| 8    | Balázs Szalay László Bunkoczi          | Opel               | Non-attribué | Non-attribué  | Mubarak Al-Hajri Laurent Lichtleuchter | Can-Am    | Non-attribué  | Non-attribué  | Non-attribué | Non-attribué  |               |  |               |               |
| 9    | Aleksei Shmotev Andrei Rudnitski       | Can-Am             | Non-attribué | Non-attribué  | Fedor Vorobyev Kirill Shubin           | Overdrive | Non-attribué  | Non-attribué  | Non-attribué | Non-attribué  |               |  |               |               |
| 10   | Mohammed Al Harqan Vili Oslaj          | Can-Am             | Non-attribué | Non-attribué  | Austin Jones Gustavo Gugelmin          | Can-Am    | Non-attribué  | Non-attribué  | Non-attribué | Non-attribué  |               |  |               |               |